# 普惠JT3D
普惠JT3D發動機是普惠公司生產的一款早期渦輪風扇發動機，由普惠JT3C渦輪噴氣發動機演化而來。該型號於1958年首次運轉，1959年在一架B-45龍捲風轟炸機試驗機上首次飛行。普惠在1959年至1985年間共生產8000餘台JT3D發動機，大部分現時仍在軍用飛機上使用，這一發動機的軍用版本被稱為TF33。

## 設計及發展
為應對勞斯萊斯康威型渦扇發動機的競爭，普惠決定在JT3C渦噴發動機的基礎上推出JT3D渦扇發動機。供其後交付的波音707和道格拉斯DC-8使用。JT3D發動機在JT3C的基礎上增設了2級風扇，以取代JT3C低壓壓氣機的前三級，這一設計曾在J91渦噴發動機上試驗。低壓渦輪機的第二級直徑增大，且增加了第三級。在波音707上，JT3D的短艙相對較短，DC-8上則裝有完整的風扇導流罩。普惠亦提供了將JT3C改裝為JT3D的維修裝備。
1959年，JT3D在波音707-120B和波音720B上投入使用。美國航空訂購了一架使用JT3D渦扇發動機的波音707，荷蘭皇家航空亦訂購了一架使用JT3D發動機的DC-8。早期的波音707大多使用JT3C渦噴發動機，渦扇發動機提升效率的特性吸引了使用這些707的航空公司。1961年3月12日，美國航空一架使用JT3D發動機的707-123B和一架720-023B（後綴B代表該機使用渦扇發動機）投入服務。
波音KC-135空中加油机早期均配備渦噴發動機。隨著多數航空公司將波音707淘汰，美国空军購入這些退役飛機，將它們的JT3D發動機用於KC-135A，這些軍用JT3D發動機型號代碼為TF33-PW-102。超過150架加油機被如此改裝，原有的KC-135A也改為KC-135E型。

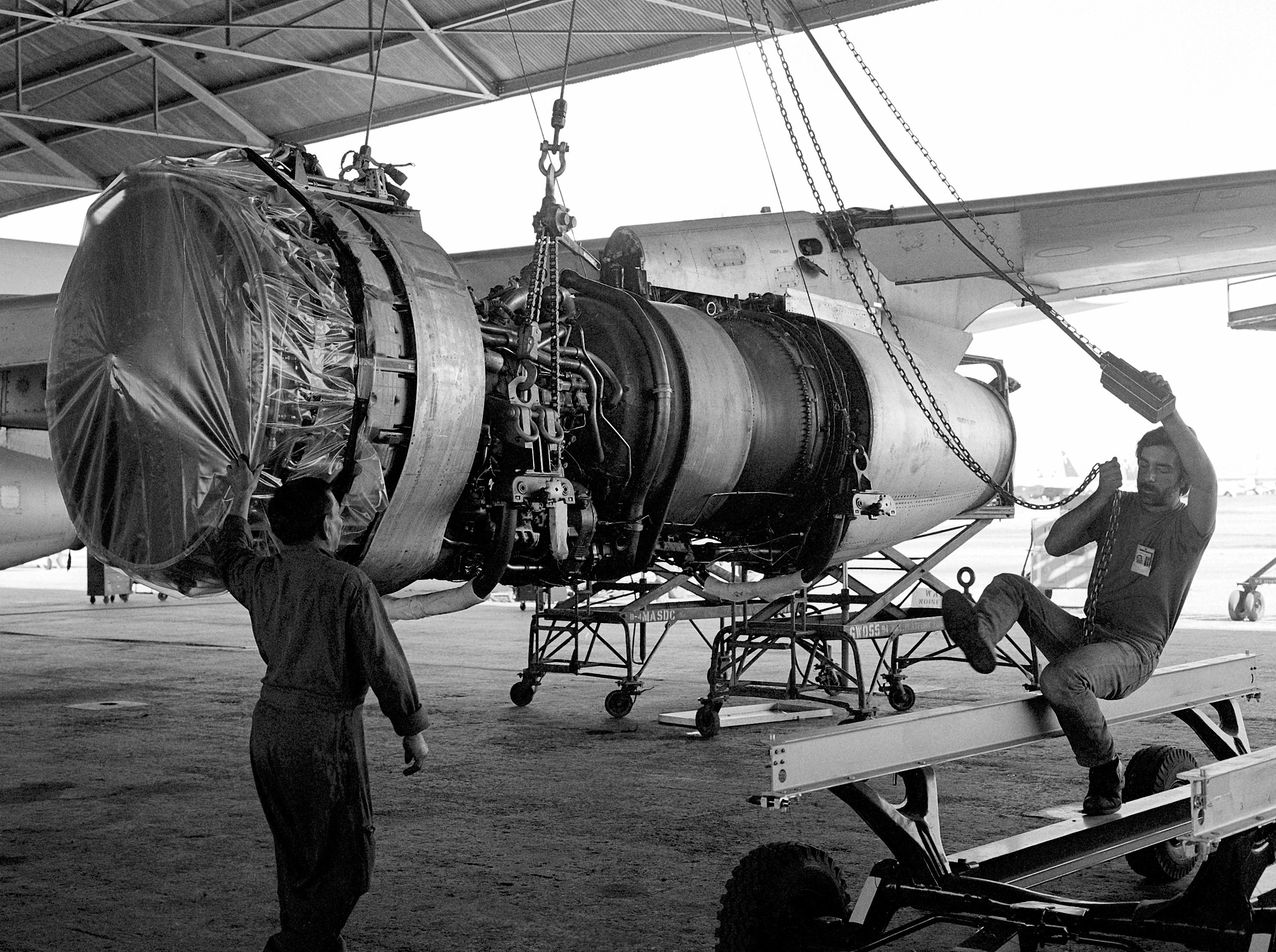
1984年，從民用波音707上拆下的JT3D發動機被裝在KC-135A加油機上

在航空公司和空軍服役數十年之後，使用JT3D發動機的飛機逐漸減少。135架KC-135使用JT3D，還有354架使用推力更大、噪音更小的CFM56發動機。JT3D的噪音是北約考慮更換E-3空中預警機發動機的原因之一，該機因為JT3D的噪音受到一些使用現代渦扇發動機的飛機所沒有的限制。更換發動機意味著增大巡航高度，尤其對於雷達偵察工作有利。
使用JT3D發動機的另一軍機就是波音B-52H同溫層堡壘轟炸機。B-52H型是B-52系列唯一使用渦扇發動機的型號，也是美國空軍現時僅有的B-52子型號，預計將服役至2040年及以後。

## 型號

### 民用版本（JT3D）

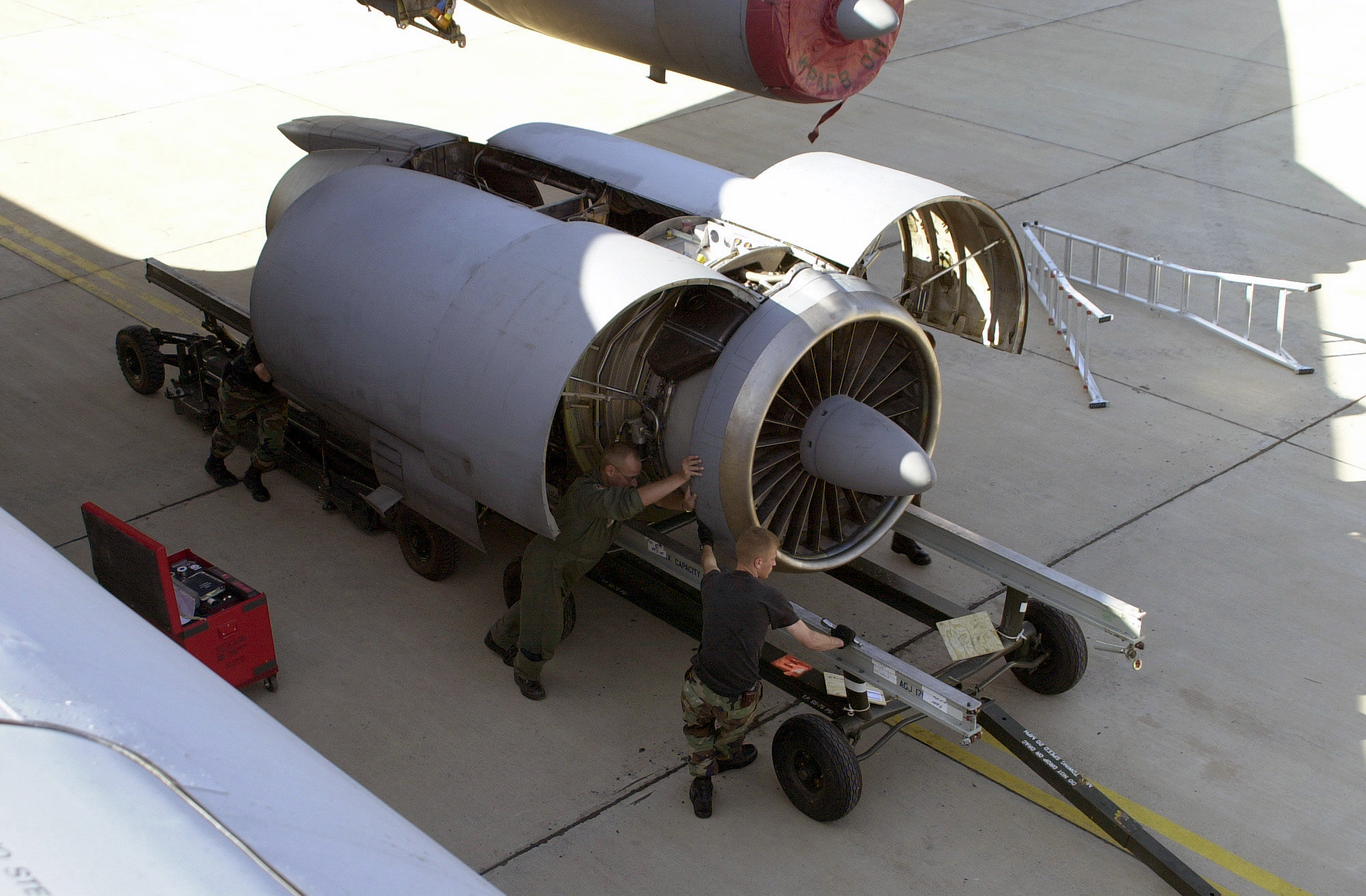
C-141B運輸機上的TF33-P-7發動機

JT3D-1推力17,000 lbf（75.62 kN）的民用版本（選裝噴水裝置）
JT3D-2（TF33-P-3）推力17,000 lbf（75.62 kN）
JT3D-3推力18,000 lbf（80.07 kN）（選裝噴水裝置）
JT3D-3A（TF33-P-5）推力18,000 lbf（80.07 kN）
JT3D-3B推力18,000 lbf（80.07 kN）的民用版本
JT3D-5A（TF33-P-7）推力18,000 lbf（80.07 kN）（選裝噴水裝置）
JT3D-8A（TF33-P-7）推力18,000 lbf（80.07 kN）（選裝噴水裝置）
JT3D-7推力19,000 lbf（84.52 kN）的民用版本
JT3D-15推力22,500 lbf（100.08 kN）的民用版本，計劃用於波音707-820（未投產）

### 軍用版本（TF33）

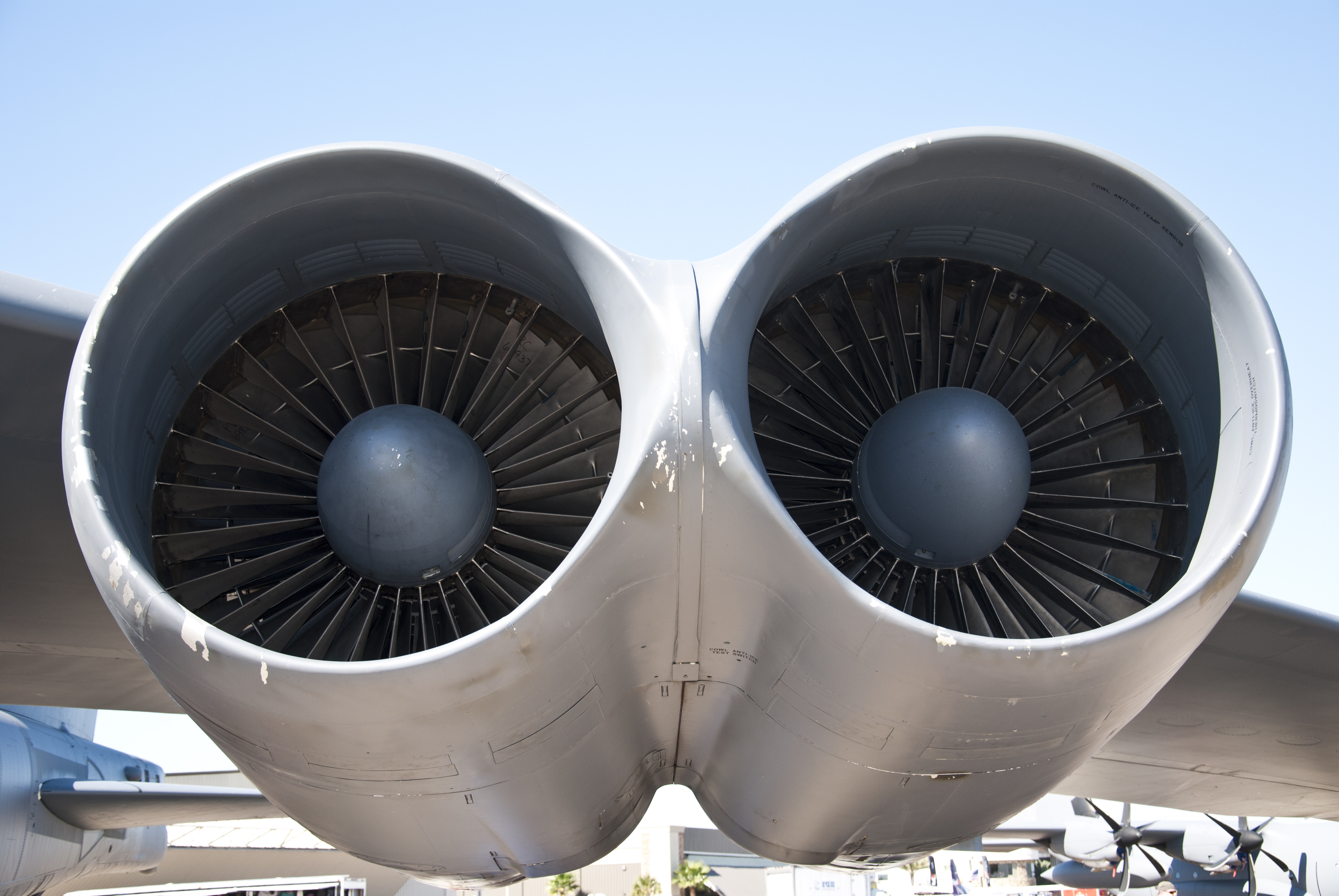
B-52同溫層堡壘轟炸機上的TF33-P-3發動機

TF33-P-3推力17,000 lbf（75.62 kN），用於波音B-52H同溫層堡壘轟炸機
TF33-P-5推力18,000 lbf（80.07 kN），用於波音KC-135空中加油机
TF33-P-7推力21,000 lbf（93.41 kN），用於C-141運輸機
TF33-P-11推力16,000 lbf（71.17 kN），用於B-57轰炸机

## 應用機型
民用（JT3D）
- 波音707
- 道格拉斯DC-8
- 運-10

軍用（TF33）
- B-52同溫層堡壘轟炸機
- 波音C-18
- C-135B同溫層運輸機
- E-3空中預警機
- E-8聯合監視機

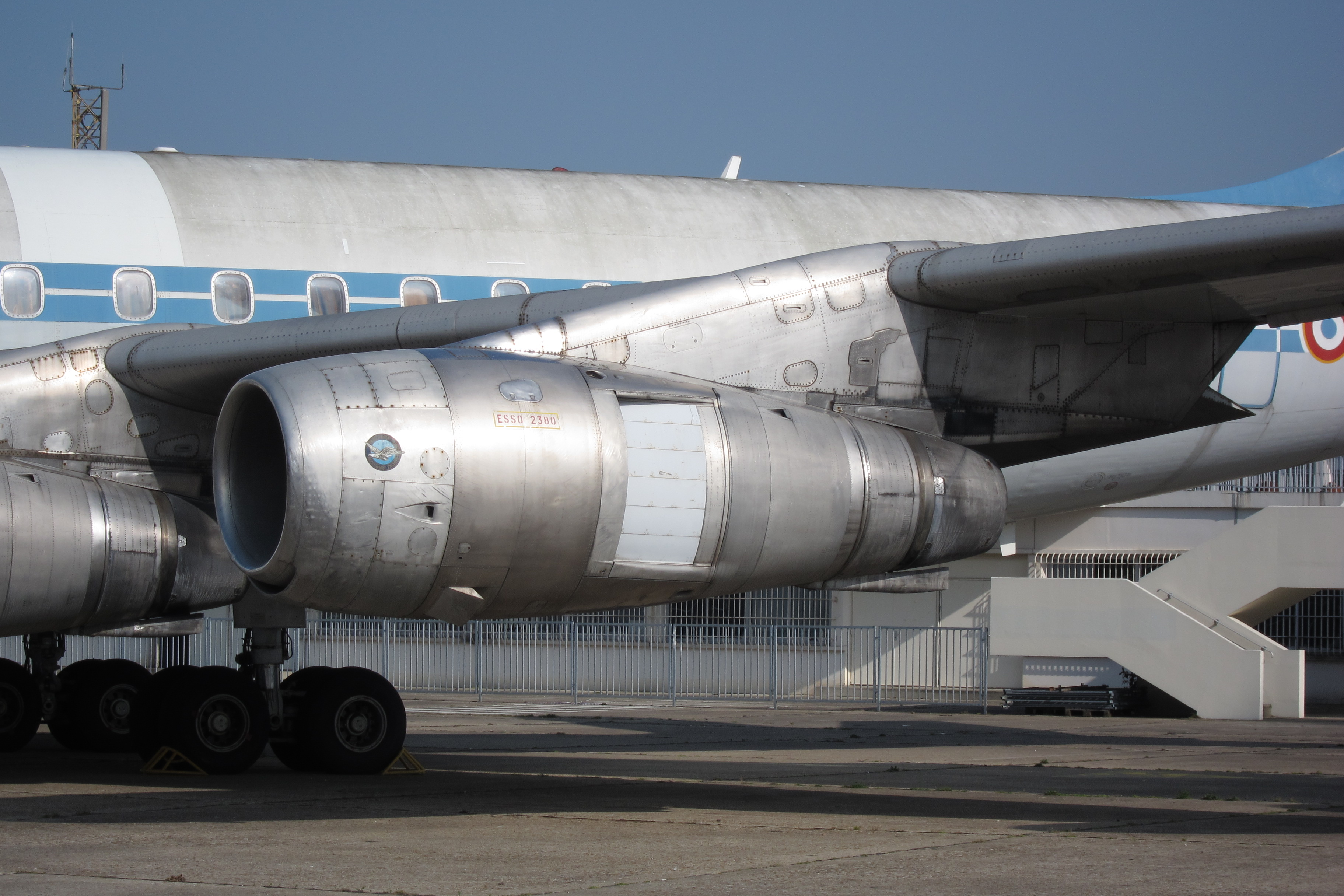
一架道格拉斯DC-8上使用的JT3D

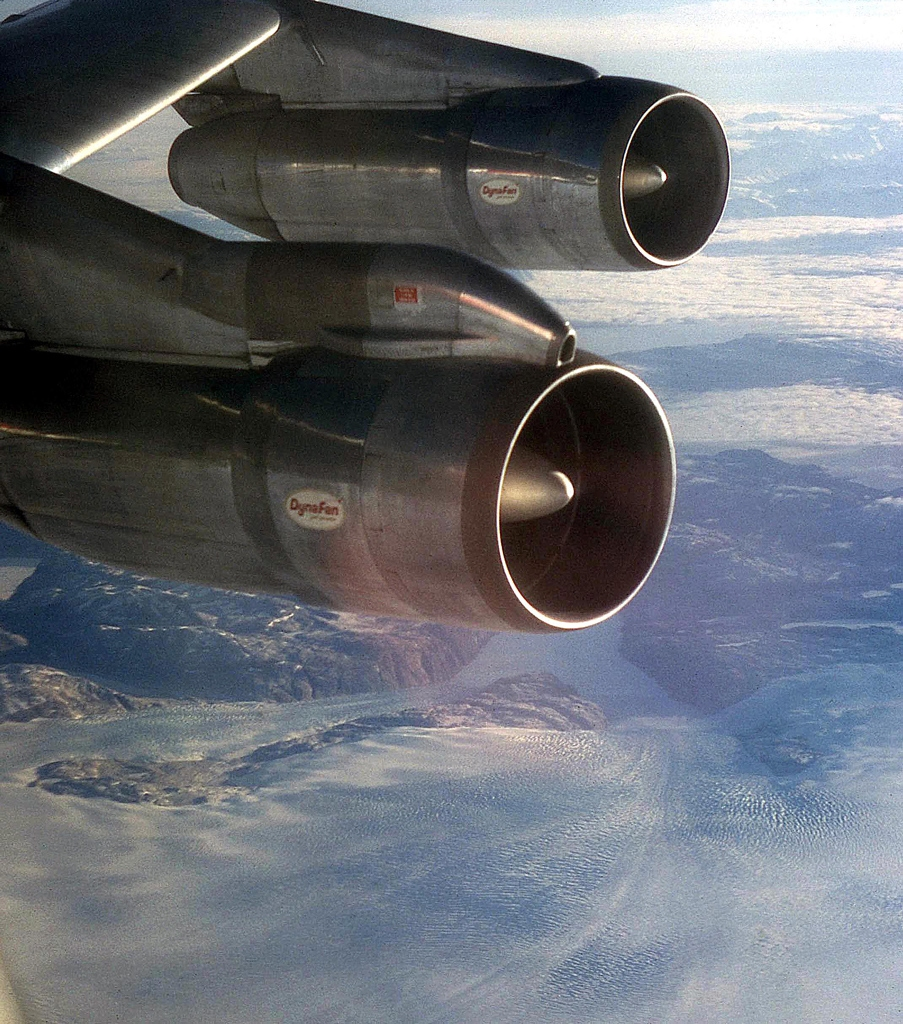
環球航空波音707-331B上的JT3D發動機

- KC-135E加油機（發動機來自退役波音707）
- VC-137B/C同溫層運輸機
- C-141運輸機
- 馬丁RB-57F

## 規格（JT3D-1）

### 概况
- 类型： 渦輪扇發動機
- 长度： 約138英寸（3505毫米）（凸緣間）
- 直径： 扇葉約51.57英寸（1310毫米）
- 淨重： 單體約4360磅（1978千克）

### 组件
- 压缩机： 軸流，2級風扇，6級中壓壓氣機，7級高壓壓氣機
- 燃烧室： 筒環形，8個燃燒管
- 涡轮： 軸流，單級高壓渦輪，3級低壓渦輪

### 性能
- 最大推力： 17,000 lbf (75.6 KN)（起飛）；隨噴水恢復部分推力
- 总压比： 約12.5:1；涵道比1.42:1
- 涡轮前温度： ~1150K（起飛時）
- 燃料消耗率： 約0.78英磅燃料每英磅推力每小時（22克燃料每千牛頓每秒）（推力4000lbf，航速0.82馬赫，巡航高度35000英尺，標準大氣）
- 推重比： 3.9

## 規格（TF33-PW-7）

### 概况
- 类型： 渦輪扇發動機
- 长度： 6200毫米
- 直径： 1000毫米
- 淨重：

### 组件
- 压缩机： 軸流，7級低壓壓氣機

### 性能
- 最大推力： 21,000磅
- 功率重量比：

## 外部連結
- Pratt & Whitney JT3D (TF33) （页面存档备份，存于）